# UGI Corporation

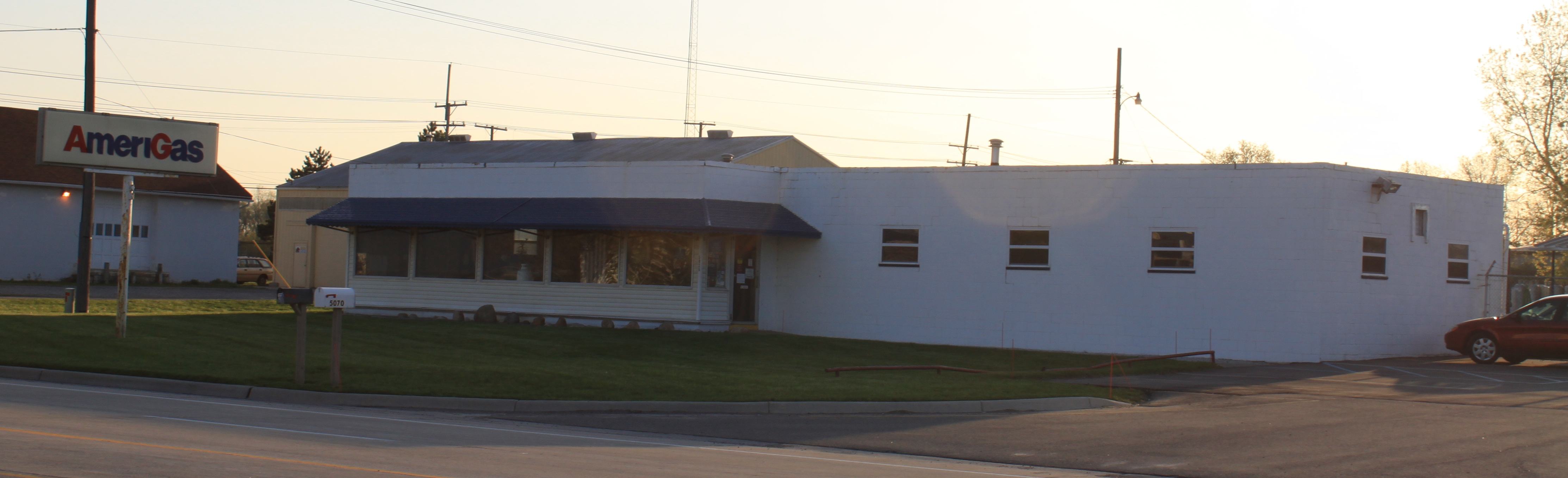
AmeriGas, Ypsilanti, MI

UGI Corporation (anteriormente United Gas Improvement Co.) es una empresa de distribución de gas natural y energía eléctrica con sede en King of Prussia, Pensilvania que opera a través de cuatro segmentos: AmeriGas Propane, UGI International, Midstream & Marketing y UGI Utilities. Su actividad es la de distribución, almacenamiento, transporte y comercialización de productos energéticos y servicios relacionados. 
Tiene una amplia implantación de actividades en los Estados Unidos y Europa. Posee las comercializadoras de gas propano AmeriGas, la más grande de los Estados Unidos, AvantiGas, Antargaz y Flaga en Europa. Opera también la red de Estados Unidos de transmisión interestatal e intraestatal y activos de almacenamiento de gas natural en la formación de roca sedimentaria Marcellus Shale, en el estado de Nueva York. 

## Historia
UGI se constituyó en 1882 como United Gas Improvement Co. En 1903 la compañía adquirió la mayoría de las acciones de Equitable Illuminating Gas Light Company, que operaba la Philadelphia Gas Works.
En 1899 formó la United Electric Company of New Jersey que terminaría por unificar varias empresas de servicios públicos de electricidad y alumbrado en un solo grupo.
En 1907 Public Service Corporation of New Jersey se hizo cargo de United Electric y finalmente esta última se fusionó con Public Service Enterprise Group.
En octubre de 1964 Industrial Gases, Inc., de Pittsburgh, Pensilvania, presentó una demanda antimonopolio en las Cortes de Distrito de los Estados Unidos acusando a UGI de intentar eliminar la competencia en las ventas de gas propano embotellado en Pittsburgh. La división Philadelphia Gas Works de UGI impugnó el fallo de la Comisión Federal de Energía en la que reducía a 0,16 dólares por 1.000 pies cúbicos (28 metros cúbicos) de gas el precio máximo que los productores de gas natural podían cobrar. Esta decisión fue confirmada por la Corte Suprema de los Estados Unidos en mayo de 1968.
En febrero de 1968 la compañía cambió su nombre a UGI Corporation.
En 1993 a través de su filial AmeriGas adquirió Petrolane, una compañía que estaba en bancarrota.
En 1999 la empresa presentó una oferta por la compra de Unisource Worldwide, un distribuidor de papel de oficina pero finalmente esta fue vendida a Georgia-Pacific.
En 2011 compra a Royal Dutch Shell, Shell Gas que pasaría a llamarse AvantiGas.
El 1 de abril de 2013 John Walsh sustituyó a Lon Greenberg como presidente y director ejecutivo.
En mayo de 2015 UGI adquirió las operaciones de distribución de gas licuado de Totalgaz SA en Francia por 423 millones de euros. 
En octubre de 2017 la compañía se hizo con Totalgaz Italia, una empresa también de distribución de gas licuado.
En diciembre de 2018 compró el negocio minorista de gas natural de South Jersey Industries . 
El 1 de agosto de 2019 incorporó Columbia Midstream Group por unos 1.275 millones de dólares.
El 21 de agosto de 2019 completó la adquisición de la parte de AmeriGas que aún no poseía.
El 10 de julio de 2020 alcanzó un acuerdo para hacerse con GHI Energy LLC, una empresa de gas natural renovable con sede en Houston.
El 5 de enero de 2020 adquirió Mountain Gas Company de Virginia Occidental por 540 millones de dólares.